# Saint-Sulpice VD
Saint-Sulpice este un oraș în cantonul Vaud, Elveția.